# Балка Очеретина
Балка Очеретина (рос. Б. Очеретина) — балка (річка) в Україні у Ясинуватському районі Донецької області. Ліва притока річки Вовчої (басейн Дніпра).

## Опис
Довжина балки приблизно 8,41 км, найкоротша відстань між витоком і гирлом — 7,29 км, коефіцієнт звивистості річки — 1,15. Формується багатьма безіменними балками та загатами. На деяких ділянках балка пересихає.

## Розташування
Бере початок на південно-західній околиці села Соловйове. Тече переважно на південний захід понад селом Новопокровське та через село Новоселівку Першу й на північно-східній околиці села Межове впадає в річку Вовчу, ліву притоку Самари.

## Цікаві факти
- У XIX столітті на балці існувало багато вітряних млинів[1], а у XX столітті — декілька газових свердловин та 2 газгольдера[3].